# José María David Suárez Núñez
José María David Suárez Núñez (Santiago de Compostela, 17 de julio de 1932 – Santiago de Compostela, 4 de junio de 1987) fue un médico y político gallego de gran importancia para Galicia a nivel universitario, profesional y político, por su labor como Rector de la Universidad de Santiago de Compostela, profesor y doctor en Medicina y senador de la Legislatura Constituyente.

## Biografía

### Formación y docencia
Se licenció en Medicina por la Universidad de Santiago de Compostela en 1955, obteniendo por su expediente el Premio Nacional de Fin de Carrera, el Premio Extraordinario de Fin de Carrera, el Premio Extraordinario del Examen de Estado y el Premio Carolina Díaz de Medicina. A continuación cursó estudios de especialización en Estomatología en la Universidad de Madrid, con estancias en Inglaterra, Francia, Bélgica y Portugal, y recibió el Premio de Fin de Carrera como primero de su promoción. Su tesis doctoral recibió la calificación de sobresaliente cum laude y fue premiada como la mejor de la Facultad de Medicina.
Fue nombrado Presidente de la Delegación de Galicia de la Sociedad Española de Estomatología cuando se iniciaba en la docencia como profesor adjunto de Anatomía de la Facultad de Medicina de la Universidad de Santiago. En 1966 ganó por oposición la Cátedra de Anatomía de la Facultad de Medicina de la Universidad de Granada, y menos de dos años más tarde, la Cátedra de Prótesis de la Escuela de Estomatología de la Universidad de Madrid. En 1969 consiguió el traslado de su cátedra de la Universidad de Granada a la Universidad de Santiago, en donde entre ese mismo año y 1976 ejerció sucesivamente como Director de la Escuela de Enfermería, Secretario de la Comisión de Patronatos, Secretario y Vicedecano de la Facultad de Medicina, y Vicerrector de Extensión Universitaria. A lo largo de su carrera dirigió más de treinta tesis doctorales, publicó numerosos trabajos científicos, algunos de ellos premiados por instituciones nacionales e internacionales, y fue autor de dos monografías.

### Actividad política
En las elecciones generales de 1977 resultó elegido senador de UCD por la provincia de La Coruña, siendo el político gallego que alcanzó un mayor número de votos. Como miembro de la Legislatura Constituyente del Senado fue nombrado Vicepresidente Segundo de la Comisión Especial de Política Científica y Vocal de la Comisión de Educación y Cultura, y trabajó con especial interés por sentar las bases de la nueva autonomía de Galicia, particularmente en materia de educación. En este sentido, fue elegido Vicepresidente de la Asamblea de Parlamentarios de Galicia, que tuvo por cometido la elaboración del Estatuto de Autonomía de Galicia. En 1981 sonó su nombre con insistencia como candidato por UCD a la presidencia de la Junta de Galicia en las primeras elecciones autonómicas, pero José Quiroga acabó imponiéndose en las primarias por una diferencia de dos votos.

### Rector de la USC
Fue nombrado Rector de la Universidad de Santiago de Compostela en 1978, convirtiéndose en el primero que alcanzaba el cargo mediante una votación democrática por sufragio universal ponderado. En apenas seis años de mandato fundó las facultades de Física y Veterinaria, las escuelas de Telecomunicaciones, Estomatología, Informática y Traductores, los institutos de Criminología, Matemáticas y Genética Humana, los centros de Documentación Europea y Enfermedades Genético-Metabólicas, las aulas de Música y Teatro Universitario, el Archivo Fotográfico, la Fonoteca, la Pinacoteca y la Imprenta Universitaria, los premios literarios Galicia y Castelao, y la Fundación Empresa-Universidad Gallega, de la que fue presidente. Además, logró unificar los colegios universitarios de La Coruña, Lugo, Orense y Vigo, aumentó el patrimonio de la universidad mediante la adquisición de propiedades como la Casa da Concha, la Casa da Balconada y la Finca Vista Alegre, la dotó de servicios como la guardería infantil e instalaciones deportivas, y promovió la construcción de nuevos centros para las facultades de Biología, Matemáticas, Filosofía y Físicas, entre otras gestiones.
Ha pasado a la historia como uno de los mejores rectores de Galicia en virtud del espíritu de tolerancia y apertura con el que supo sentar las bases de una universidad de futuro, canalizando importantes inversiones infraestructurales e impulsando la modernización de los servicios y la descentralización del campus.

### Carrera profesional
Al margen de su actividad universitaria, ejerció su profesión compaginando su trabajo como Jefe del Servicio Maxilofacial del Hospital Xeral de Galicia con el consultorio privado que su padre, el odontólogo David Suárez Villar, estableció en 1934. Fue también académico numerario de la Real Academia de Medicina de Galicia, Presidente de la Academia Médico-Quirúrgica de Santiago, directivo de la primera junta del Consejo Gallego de Salud, y al margen de la Medicina, miembro del Pleno del Consejo de la Cultura Gallega, Presidente del Consejo de Administración de la editora del periódico El Correo Gallego, e integrante del Grupo Diego de Muros de planificación universitaria.

## Vida personal
Perteneció a la tercera generación de un saga de médicos odontólogos iniciada por su tío abuelo Ángel Villar Pellit, continuada por su padre y sus tíos, y perpetuada actualmente por sus hijos. Su abuelo materno, el empresario hotelero José Núñez Penide, fue propietario del Hotel Cuatro Naciones en Santiago de Compostela, y su tío segundo abuelo, el industrial y político Manuel Lesteiro, fue Alcalde de Pontevedra y desempeñó una labor destacada como Concejal de Enseñanza. Fue sobrino tercero del lingüista e intelectual galleguista Manuel Lesteiro, inventor de la taquideografía, y de la hispanista y archivera Raquel Lesteiro, integrante del Centro de Estudios Históricos.
| Predecesor: Pablo Sáez Pedrero | Rector de la Universidad de Santiago de Compostela 1978 - 1984 | Sucesor: Carlos Pajares Vales |